# Géronce
Géronce é uma comuna francesa na região administrativa da Nova Aquitânia, no departamento dos Pirenéus Atlânticos. Estende-se por uma área de 16,04 km². Em 2010 a comuna tinha 472 habitantes (densidade: 29,4 hab./km²).